# Langeland
Langeland è un'isola della Danimarca situata nel Mar Baltico a sud-est dell'isola di Fionia.
Da un punto di vista amministrativo fa parte del comune omonimo.

## Geografia
L'isola fa parte dell'arcipelago della Fionia Meridionale, è lunga 52 km con una larghezza di 5/10 km.
È collegata all'isola di Fionia tramite ponti che collegano le isole di Siø e di Tåsinge.